# 北向地蔵 (宇部市)
北向地蔵（きたむきじぞう）は、山口県宇部市大字西岐波上片倉5643番地に、北向きに祀られている地蔵菩薩像。

## 概要
片倉の高台の北に向いたお地蔵様と親しまれ、北向地蔵と呼称されるようになった。
伝承では、昔瓔珞をつれられた女性が甕の中に入れられ埋葬されたのを供養するため地蔵が建立された。

## 本尊
- 地蔵菩薩 - 天保11年（1840年）建立[1]。

## 祭事
- 例祭 - 毎月24日
- 寒詣り - 1月24日
- 感謝祭 - 4月24日
- 夏の大感謝祭 - 8月24日